# Cabra Casay
Cabra Casay, également orthographié Kabra Kasai, (hébreu : כברה קסאי) est une chanteuse israélienne d'origine juive éthiopienne, surtout connue pour son travail aux côtés d'Idan Raichel au sein du projet Idan Raichel.

## Biographie
Casay nait dans un camp de réfugiés au Soudan le 3 août 1982 de parents juifs éthiopiens qui ont quitté l'Éthiopie pour émigrer en Israël dans le cadre de l'Opération Moïse. Elle arrive en Israël alors qu'elle a un an. À son arrivée en Israël, la famille vit à Ma'alot-Tarshiha. Deux ans plus tard, ils déménagent à Kiryat-Malakhi, où elle grandit.
À 18 ans, elle entame son service militaire obligatoire dans l'armée de défense d'Israël ; elle y rencontre Idan Raichel. Ensemble, ils se produisent dans des camps et installations militaires. Quand ils quittent l'armée, ils tournent dans tout Israël. Sa participation au projet Idan Raichel ne mène pas à une carrière solo.
Casay participe à la première saison de la version israélienne d'American Idol, Kokhav Nolad : elle atteint le top 8. Sa chanson la plus célèbre est Habaytah, Haloch Chazor, qui signifie « Maison, en arrière et en avant ».
En 2016, elle sort son premier EP en France, Beyne.
Casay est connue pour son utilisation de techniques vocales arabes et éthiopiennes telles que le youyou.